# Taúbas
Taúbas é um bairro do município brasileiro de Ipatinga, no interior do estado de Minas Gerais. Localiza-se no distrito Barra Alegre, estando situado na Regional VI. Segundo o censo demográfico de 2022, realizado pelo Instituto Brasileiro de Geografia e Estatística (IBGE), sua população era de 340 habitantes e havia 134 domicílios particulares permanentes ocupados.
De acordo com o IBGE, em 2010 a população era de 467 habitantes e havia 136 domicílios particulares.

## História e descrição
Sua área pertencia ao Governo Federal e era conhecida como Córrego do Sossego até por volta de 1893, quando houve o leilão das terras, realizado na cidade de Ferros. Dessa forma, João Sabino Torres arrematou e se apossou da propriedade, distribuindo-a aos seus filhos. Trata-se, portanto, do povoamento mais antigo que se tenha notícia em Ipatinga.
Em 1949, foi criada a comunidade católica local, dedicada a São Sebastião, mas sua igreja foi inaugurada somente em 1951. O templo também foi utilizado como sala de aula até a inauguração da atual Escola Municipal Gercy Benevenuto, em 1971, cujo nome reverencia uma ex-aluna falecida aos 14 anos de idade. A Igreja São Sebastião do Taúbas faz parte da Paróquia Cristo Redentor e consta como bem cultural inventariado do município.
A localidade é banhada pelo córrego Taúbas, cujo leito foi impactado pelas ocupações nas margens e carência de mata ciliar. Em 2015, foi anunciada a construção de redes coletoras de esgoto no bairro, que lançava as águas residuais diretamente no córrego Taúbas. Trata-se de um bairro rural, com diversos sítios e chácaras nas proximidades. No entanto, a Avenida Raimundo Gomes dos Reis (antiga Estrada de Taúbas), que dá acesso ao lugar, possui pavimentação asfáltica.